# Zef Morina
Zef Morina (ur. 12 marca 1959 w Djakowicy) – deputowany do Zgromadzenia Kosowa z ramienia Albańskiej Chrześcijańsko-Demokratycznej Partii Kosowa, następnie Demokratycznej Ligi Kosowa.

## Życiorys
W wyborach parlamentarnych z 2004 roku uzyskał mandat do Zgromadzenia Kosowa z ramienia Albańskiej Chrześcijańsko-Demokratycznej Partii Kosowa; z powodzeniem ubiegał się o reelekcję w 2007 roku, tym razem z ramienia Demokratycznej Ligi Kosowa.
Kandydował również w wyborach parlamentarnych z 2019 roku.